# Festival Internacional de Cine Arqueológico del Bidasoa

## Festival Internacional de Cine Arqueológico del Bidasoa (FICAB)
El Festival Internacional de Cine Arqueológico del Bidasoa nació en el año 2001 como una iniciativa conjunta del Ayuntamiento de Irún (Guipúzcoa) y el Centro de Estudios e Investigaciones Histórico-Arqueológicas ARKEOLAN. Entre sus objetivos se encontraba la difusión del proyecto de creación del Museo Romano Oiasso, institución a la que ha quedado ligado desde su inauguración en julio de 2006.
El Festival tiene como objetivo dar a conocer la arqueología al público en general, mediante la difusión de obras audiovisuales resultado de los trabajos de los arqueólogos, asegurando la promoción y divulgación de dichas obras. Pueden participar en el Festival los documentos cinematográficos de todo género (documental, reportaje, investigación, etc.) producidos por cualquier persona o entidad pública o privada de cualquier nacionalidad cuyo contenido verse sobre la arqueología y sus técnicas, sobre la etnoarqueología y el patrimonio cultural y su conservación.
Desde el año 2004, el FICAB tiene carácter competitivo, ofreciendo los siguientes premios:
- Gran Premio del Festival.
- Premio Especial del Público.
- Premio ARKEOLAN a la divulgación científica.

En el año 2007, entró a formar parte de FEDARCINE, Federación Europea de Festivales de Cine Arqueológico y de Patrimonio. La participación del FICAB en Fedarcine otorga al festival del Bidasoa una nueva dimensión, integrándolo en los circuitos europeos.

## Ediciones del FICAB
- I FICAB  : 12-13-14-15-16 de noviembre de 2001
- II FICAB  : 12-13-14-15-16 de noviembre de 2002
- III FICAB  : 11-12-13-14-15 de noviembre de 2003
- IV FICAB  : 9-10-11-12-13 de noviembre de 2004
- V FICAB  : 15-16-17-18-19 de noviembre de 2005
- VI FICAB  : 17-18-19-20-21 de octubre de 2006
- VII FICAB  : 16-17-18-19-20 de octubre de 2007
- VIII FICAB  : 18-19-20-21-22 de noviembre de 2008
- IX FICAB  : 17-18-19-20-21 de noviembre de 2009
- X FICAB  : 16-17-18-19-20 de noviembre de 2010